# Witalij Gierasimow
Witalij Pietrowicz Gierasimow, ros. Виталий Петрович Герасимов (ur. 9 lipca 1977 w Kazaniu, zm. 7 marca 2022 w obwodzie charkowskim) – rosyjski generał major, dowódca 15 Samodzielnej Brygady Zmechanizowanej i szef sztabu 41 Armii. Uczestnik II wojny czeczeńskiej, aneksji Krymu przez Rosję i inwazji Rosji na Ukrainę.

## Życiorys
W 1999 ukończył Kazańską Wyższą Szkołę Oficerską Wojsk Pancernych, a w 2007 Ogólnowojskową Akademię Sił Zbrojnych Federacji Rosyjskiej.
21 października 2013 został dowódcą 15 Samodzielnej Brygady Zmechanizowanej.
Został zabity 7 marca 2022 podczas walk pod Charkowem.

## Odznaczenia
- Order „Za zasługi dla Ojczyzny” II i IV klasy[6][7][8]
- Order Męstwa[8]
- Order „Za zasługi wojskowe”[8]
- Medal „Za powrót Krymu”[8]